# 10604 Сусано
10604 Сусано (10604 Susanoo) — астероїд головного поясу, відкритий 3 листопада 1996 року.
Тіссеранів параметр щодо Юпітера — 3,162.
Названо на честь японського бога Сусаноо (яп. すサノオ(須佐之男命) сусано:).